# رسغي
الرسغي أو الأبخص أو الترسير (الاسم العلمي: Tarsius) هو جنس من الرئيسيات بسيطات الأنف (الاسم العلمي: haplorrhine) التي تنتمي إلى الفصيلة الأبخصيات، وهي الفصيلة الوحيدة المتبقية في تحت رتبة الترسيريات (الاسم العلمي: Tarsiiformes). وعلى الرغم من أن هذه المجموعة كانت منتشرة على نطاق أوسع في وقت ما، فإن جميع الأنواع التي تعيش في الوقت الحاضر موجودة في جزر جنوب شرق آسيا.

## السجل الأحفوري
توجد أحفوريات من رئيسيات التارسيفورم (tarsiiform) في آسيا وأوروبا وأمريكا الشمالية، بالإضافة إلى أحفوريات غير مؤكدة من إفريقيا، ولكن يقتصر وجود الترسيرات الحالية على عدد من جزر جنوب شرق آسيا، من بينها الفلبين وسولاوسي وبورنيو وسومطرة. ويشير السجل الأحفوري إلى أنه لم تتطرأ تغييرات كبيرة في تسنين هذه الحيوانات خلال الـ 45 مليون سنة الماضية، فيما عدا من حيث الحجم.
وقد تعرض جنسان من الفصيلة الترسيرية إلى الانقراض هما، زانثورسيس (Xanthorhysis) وأفروتارسيوس (Afrotarsius). ومع ذلك، فإن تصنيف جنس الأفروتارسيوس ضمن هذه الفصيلة ليس أمرًا مؤكدًا، وأحيانًا يُدرج ضمن فصيلته،الأفروتارسيات (Afrotarsiidae)، في تحت الرتبة الفرعية Tarsiiformes، أو تعتبر من رئيسيات الأنثروبويد (anthropoid).
حتى الآن، تم التعرف على ثلاثة أنواع من حفريات جنس التراسيوس (Tarsius) من السجل الأحفوري:
- تراسيوس إيوسينوس (Tarsius eocaenus) معروف من العصر الإيوسيني المتوسط في الصين.[5][8]
- عاش تراسيوس تايلانديكوس (Tarsius thailandicus)في فترة الميوسين المبكرة في شمال غرب تايلاند.[5][9]
- عاش تراسيوس تايلانديكوس (Tarsius thailandicus) في فترة الميوسين المتوسطة في شمال تايلاند.[7]

يوجد سجل أحفوري لجنس التراسيوس أطول من أي جنس رئيسيات آخر، ولكن تصنيف أحفوريات عصر الإيوسين والميوسين ضمن هذا الجنس مسألة موضع شك.

## التصنيف
تم مناقشة الوضع الفيلوجيني للترسيرات الموجودة حاليًا داخل رتبة الرئيسيات خلال معظم القرن الماضي، وبدلاً من ذلك، تم تصنيف الترسيرات على أنها من رئيسيات الستريبسيرهيني (strepsirrhine) في الرتبة الفرعية البروسيمي، أو أنها المجموعة الشقيقة لمجموعة السيميان (=الأنثروبوديا) في تحت الرتبة الفرعية بسيطات الأنف. وثمة من يقول إن تحليل غرز العناصر المبعثرة القصيرة (SINE)، وهي نوع من الطفرات الكبيرة في الحمض النووي الريبي منقوص الأكسجين (دنا)، يقدم دليلاً مقنعًا للغاية على أحادية عرق بسيطات الأنف، حيث ما زالت هناك خطوط أخرى من الأدلة، مثل بيانات تسلسل حمض الدنا غامضة. وبالتالي، يجادل بعض علماء التصنيف بأن التسوية النهائية للنقاش كانت لصالح بسيطات الأنف أحادية العرق. وتشترك الترسيرات مع السيميان في طفرة جين إل-جلونولاكتون أكسيداز (GULO) الذي يلبي الحاجة إلى فيتامين ج في الغذاء. وبما أنه لا توجد هذه الطفرة في الستريبسيرهينيات واحتفظت بالقدرة على تصنيع فيتامين ج، فإنه يبدو أن السمة الجينية التي تلبي الحاجة إلى هذا الفيتامين في الغذاء تضع الترسيرات مع بسيطات الأنف.
وعلى مستوى فيلوجيني أقل، فقد تم تصنيف جميع الترسيرات، حتى الآن، ضمن جنس التراسيوس، بينما أثيرت مناقشات حول ما إذا كان ينبغي تصنيف أنواع الترسير إلى جنسين منفصلين (مجموعة سولاوسي والمجموعة الفلبينية-الغربية) أو ثلاثة (مجموعة سولاسي والمجموعة الفلبينية والمجموعة الغربية). يتسم علم تصنيفمستوى الأنواع بالتعقيد، إلى جانب محدودية استخدام المورفولوجيا مقارنةً بالتخاطب الصوتي.[بحاجة لمصدر] بالإضافة إلى حدوث المزيد من الالتباس بشأن مدى صحة أسماء معينة. ومن أمثلة ذلك، فقد ظهر أن اسم تي. ديناي (T. dianae) هو مرادف جديدلاسم تي. دينتاتوس (T. dentatus)، وبالمثل، فإن اسم تي. سبكتروم (T. spectrum) يعد الآن مرادفًا جديدًا لاسم تي. ترسير (T. tarsier).

في عام 2010، اقترح كولين جروفز (Colin Groves) وميرون شيكيل (Myron Shekelle) تقسيم جنسالتراسيوس إلى ثلاثة أجناس، هي: الترسيرات الفلبينية (جنس كارليتو) والترسيرات الغربية (جنس سيفالوباتشوز (Cephalopachus)) والترسيرات الغربية (جنس التراسيوس(Tarsius)). وقد اعتمد هذا التقسيم على اختلافات في التسنين وحجم العين وطول الأطراف واليدين وخصل شعر الذيل ووسائد الجلوس في منطقة الذيل وعدد الأثداء وعدد الكروموسومات وعلم البيئة الاجتماعية والتخاطب الصوتي والتوزيع. وفي الأصانيف القديمة للأنواع، اقتصر جنستي. ترسير (T. tarsier) على الحيوانات في جزيرة سيلايار، وهو ما تطلب بعد ذلك إحياء الأصنوفة المنقرضة تي. فوسكيوس (T. fuscus). ويتضمن تصنيفهم، الذي يضم العديد من الأنواع الموصوفة حديثًا، ما يلي:
- تحت الرتبة الفرعية التارسيفورمات
  - الفصيلة الترسيرية: الترسيرات
    - الجنس كارليتو
      - الترسير الفلبيني، كارليتو سيركتا (Carlito syrichta)
        - سي. إس. سيركتا (C. s. syrichta)
        - سي. إس.فراتيكلاس (C. s. fraterculus)
        - سي. إس. كاربونرياس (C. s. carbonarius)

    - الجنس سيفالوباتشوز (Cephalopachus)
      - الترسير الغربي، سيفالوباتشوز بانكيناس (Cephalopachus bancanus)
        - سي. بي. بانكيناس (C. b. bancanus)
        - سي. بي. ناتشنينساس (C. b. natunensis)
        - سي. بي. بورينوس (C. b. boreanus)
        - سي. بي. سالتاتور (C. b. saltator)

    - الجنس التراسيوس (Tarsius)
      - ترسير ديان، تي. دينتاتوس (T. dentatus)
      - ترسير لاريانج، تي. لاريانج (T. lariang)
      - ترسير بيلنغ، تي. بيلنغينسيس (T. pelengensis)
      - ترسير سانجي، تي. سانجيرينسيس (T. sangirensis)
      - الترسير الطيفي، تي. ترسير (T. tarsier)
      - ترسير جزيرة سياو، تي. تومبارا (T. tumpara)
      - الترسير القزم، تي. بوميلوس (T. pumilus)
      - ترسير والاس، تي. والاسي (T. wallacei)
      - تي. فوسكيوس (T. fuscus)
      - T. sp. 1
      - T. sp. 2

## التشريح والفيزيولوجيا

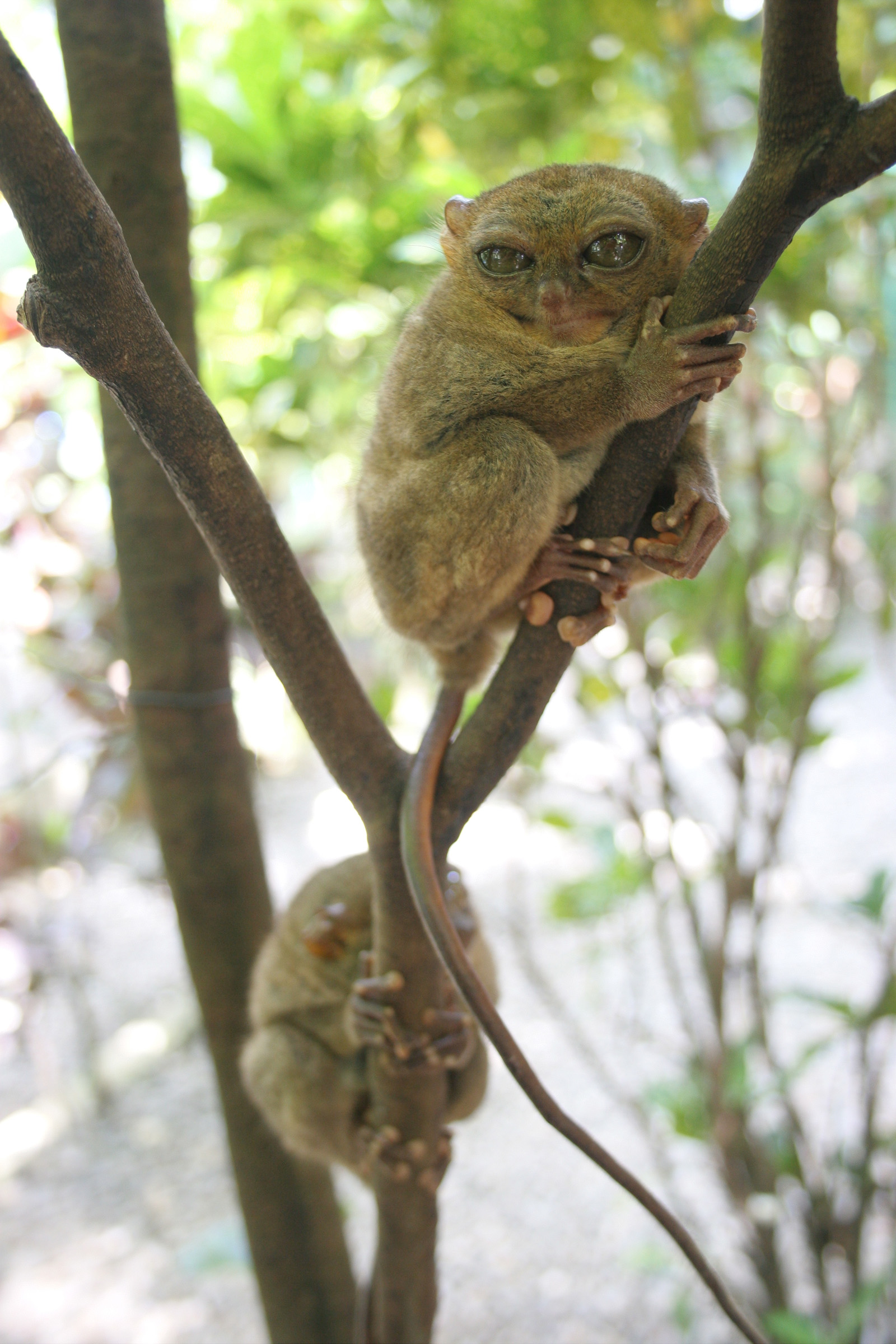
الترسير متسلق الأشجار

الترسيرات هي حيوانات صغيرة الحجم ذات عيون كبيرة؛ حيث يبلغ قطر كل مقلة عين حوالي 16 مم وهي في مثل حجم مخه بالكامل. وتتميز الترسيرات أيضًا بقوائم خلفية طويلة جدًا، وذلك غالبًا بسبب عظامرسغ القدم الطويلة للغاية، وقد استمدت هذه الحيوانات اسمها منها (tarsus). ويتراوح طول الرأس والجسم من 10 إلى 15 سم، ولكن تبلغ القوائم الخلفية حوالي ضعف هذا الطول (بالإضافة إلى القدم)، ولها أيضًا ذيل رفيع يتراوح طوله من 20 إلى 25 سم. وأصابعها طويلة جدًا، كما أن الإصبع الثالث يبلغ تقريبًا نفس طول عضد الذراع. وتوجد أظافر في معظم الأصابع، ولكن يتميز إصبعا القدم الثاني والثالث للقوائم الخلفية بمخالب تستخدمها في تنظيف نفسها. ويتميز فراء الترسيرات بأنه ناعم للغاية وأملس، ولونه عمومًا لامع أو بيج أو أصفر مائل إلى البني.
وعلى عكس الببروسيميانس الأخرى، فإن الترسيرات تفتقر إلى مشط الأسنان، كما أنصيغتها السنية فريدة أيضًا:{\displaystyle {\tfrac {2.1.3.3}{1.1.3.3}}}
وبعكس العديد من الفقاريات الليلية، فإن الترسيرات تفتقر إلى المنطقة العاكسة للضوء (البساط الشفاف) في العين ويوجد بها نقرة.
يختلف مخ الترسير عن أنواع الرئيسيات الأخرى من حيث ترتيب الروابط بين العينين والنواة الركبية الوحشية، وهي المنطقة الرئيسية في المهاد التي تستقبل المعلومات البصرية. ويميز تسلسل الطبقات الخلوية المستقبلة للمعلومات من العين الجانبية (نفس جانب الرأس) والمقابلة (الجانب المقابل للرأس) في النواة الركبية الوحشية الترسيرات عن الليموريات واللورسياتوالقرود، التي تتشابه كلها في هذه الصفة. وقد أشار بعض علماء الأعصاب إلى أن «هذا الاختلاف الواضح يميز الترسيرات عن باقي الرئيسيات الأخرى، وهو ما يعزز الرأي القائل بأنها نشأت في سلالة مبكرة ومستقلة من تطور الرئيسيات.»
إن الترسيرات قادرة على سماع ترددات عالية تصل إلى 91 كيلو هرتز. بالإضافة إلى أنها قادرة على التخاطب الصوتي بتواتر سائد يبلغ 70 كيلو هرتز.

## السلوك
الترسيرات هي الرئيسيات آكلات اللحوم الوحيدة فقط الموجودة: إنها آكلة حشرات بشكل رئيسي وتصطاد الحشرات عن طريق القفز عليها. ومعروفة أيضًا بافتراسها للطيور والثعابين والسحالي والخفافيش. وبينما تقفز الترسيرات من شجرة إلى أخرى، فإنها تستطيع حتى أن تصطاد الطيور أثناء طيرانها.
إن كافة أنواع الترسيرات ليلية في عاداتها، ولكن مثلها مثل العديد من الكائنات الليلية، فإن بعضها قد يزيد أو يقل نشاطه خلال النهار.
تبلغ مدة الحمل حوالي ستة أشهر، وتلد أنثى الترسير صغيرًا واحدًا. وتولد صغار الترسير مغطاة بالفرو وعيونها مفتوحة وتصبح قادرة على القفز بعد يوم واحد من الولادة. وتصل مرحلة النضوج الجنسي في نهاية عامها الثاني. ويتباين السلوك الاجتماعي ونظام التزاوج؛ حيث تعيش الترسيرات من سولاوسي في مجموعات مكونة من أسر صغيرة، بينما يُقال إن الترسيرات الفلبينية والغربية تنام وتأكل بمفردها.
وتميل الترسيرات إلى أن تكون حيوانات خجولة للغاية.

## الحماية من خطر الانقراض

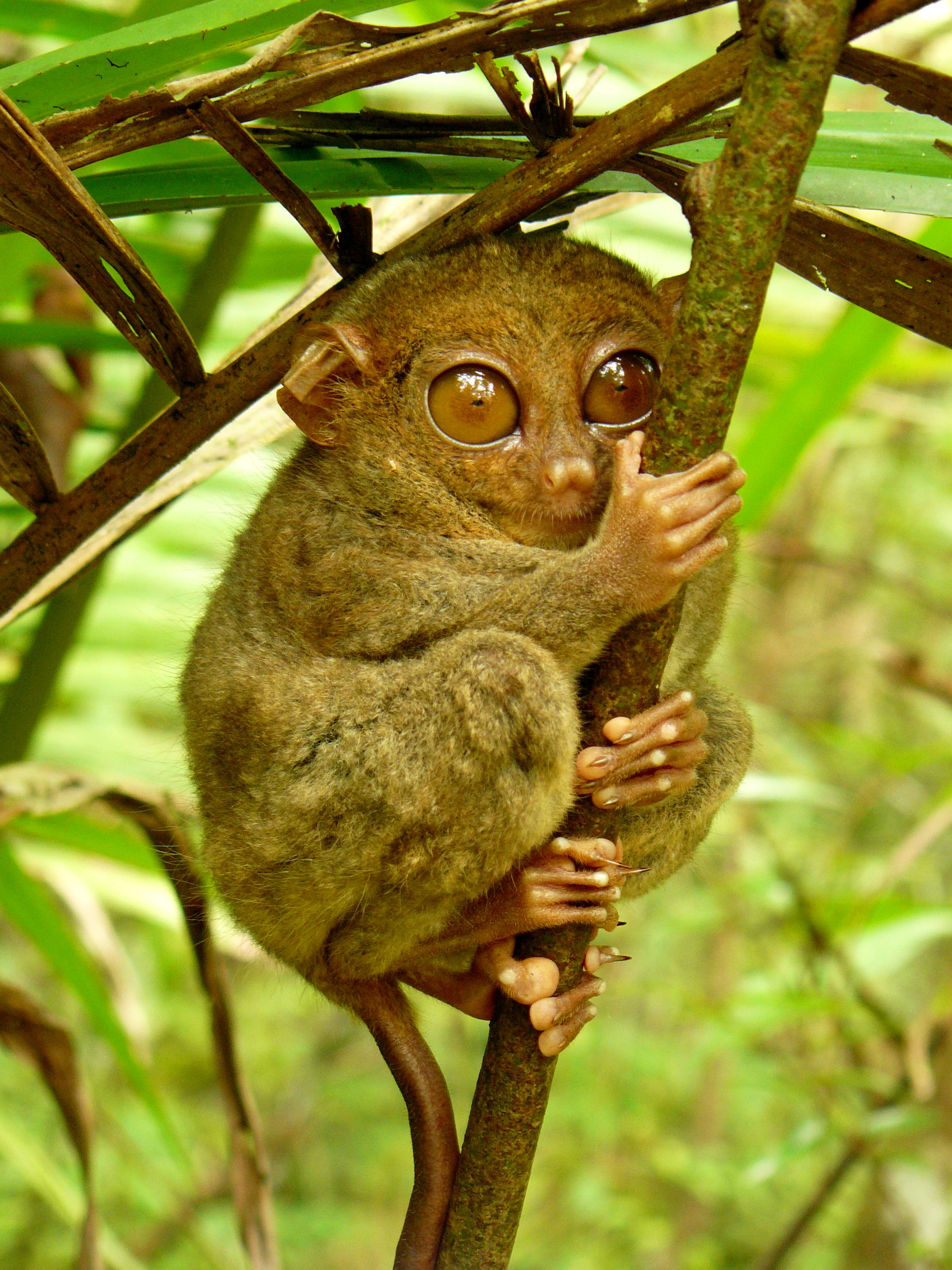
ترسير فلبيني

لم تستطع حيوانات الترسير تكوين مستعمرات تربية ناجحة في الحظيرة مطلقًا. وربما يكون ذلك جزئيًا بسبب المتطلبات الغذائية الخاصة اللازمة لها.
تمكنت محمية موجودة بالقرب من مدينة كوريلا، على الجزيرة الفلبينية بوهول، من النجاح إلى حدٍ ما في إعادة حيوانات الترسير إلى أعدادها الأصلية. وقد أقامت منظمة الترسير الفلبيني (PTFI) حظيرة كبيرة وشبه برية معروفة باسم مركز أبحاث وتطوير الترسير (Tarsier Research and Development Center). وقام كارليتو بيزاراس (Carlito Pizarras)، المعروف أيضًا باسم «رجل الترسير» بإقامة هذه الحظيرة حيث يستطيع الزوار مشاهدة حيوانات الترسير عن قرب في البرية (بالطبع شك دون لمسها). ومنذ عام 2011، تولى كارليتو وأخوه رعاية المحمية. ويعيش في الأشجار الموجودة في المحمية حشرات ليلية تشكل غذاء الترسير.
تم وصف ترسير جزيرة سياو في عام 2008 على أنه من الأنواع المعرضة للخطر للغاية كما تم إدراجه ضمن أكثر 25 نوعا من الرئيسيات المهددة بالانقراض في العالم من قِبل منظمة حماية البيئة الدولية (Conservation International) ومجموعة أخصائيي الرئيسيات في الاتحاد العالمي للحفاظ على الطبيعة (IUCN)/منظمة SCC في عام 2008.
وتعمل الحكومة الماليزية على حماية الترسيرات من خلال إدراجها في قائمة الحيوانات المحمية تمامًا في سوارق، وهي الإقليم الماليزي في جزيرة بورنيو حيث توجد الترسيرات عمومًا.

## وصلات خارجية
- [<a href="http://www.tarsierfoundation.org/%22>http://www.tarsierfoundation.org/%5Bوصلة+مكسورة%5D</a>Philippine Tarsier Foundation]
- [<a href="https://web.archive.org/web/20130330060941/http://www.eskeletons.org/taxon/tarsier/boneviewer/skull/cranium.html#Dorsal%22>http://www.eskeletons.org/taxon/tarsier/boneviewer/skull/cranium.html#Dorsal</a>Tarsier skeleton] – Skeleton from the University of Texas at Austin
- [<a href='http://www.tarsier.org%22'>http://www.tarsier.org</a> "Tarsier.org"]. اطلع عليه بتاريخ January 2010. {{استشهاد ويب}}: تحقق من التاريخ في: |تاريخ الوصول= (مساعدة) وتحقق من قيمة |مسار= (مساعدة)
- <a href='http://www.szgdocent.org/pp/p-tarsir.htm%22'>http://www.szgdocent.org/pp/p-tarsir.htm</a> Tarsiers (Tarsiidae) في أرشيف الإنترنت(أرشفت في  أكتوبر 15, 2004), Singapore Zoological Gardens Docents, 2000.
- Gron، Kurt J. (يوليو 2008). [<a href='http://pin.primate.wisc.edu/factsheets/entry/tarsier%22'>http://pin.primate.wisc.edu/factsheets/entry/tarsier</a> "Primate Factsheets: Tarsier (Tarsius) Taxonomy, Morphology, & Ecology"]. National Primate Research Center, University of Wisconsin - Madison. {{استشهاد ويب}}: تحقق من قيمة |مسار= (مساعدة)
- [<a href='http://www.tarsieruk.homestead.com/home.html%22'>http://www.tarsieruk.homestead.com/home.html</a> "TarsierUK website. UK Charity"]. اطلع عليه بتاريخ January 2010. {{استشهاد ويب}}: تحقق من التاريخ في: |تاريخ الوصول= (مساعدة) وتحقق من قيمة |مسار= (مساعدة)
- [<a href="http://www.nomadicnotes.com/travel-blog/aww-tarsiers-the-unofficial-mascot-of-bohol/%22>http://www.nomadicnotes.com/travel-blog/aww-tarsiers-the-unofficial-mascot-of-bohol/%5Bوصلة+مكسورة%5D</a>Tarsiers – Visiting the two Tarsier sanctuaries in Bohol, Philippines.]